# Xestia lorezi
Xestia lorezi là một loài bướm đêm thuộc họ Noctuidae. Nó được tìm thấy ở miền bắc châu Âu và Anpơ. Phân loài lorezi được tìm thấy ở Alps ở độ cao từ 1.700 và 2.500 mét. Phân loài kongsvoldensis được tìm thấy ở Fennoscandia và miền bắc Nga. Bên ngoài châu Âu, có bốn phân loài nữa, ssp. sajana ở dãy núi Saya, ssp. katuna ở dãy núi Altai, ssp. monotona ở Yakutia và ssp. ogilviana ở Yukon và Alaska.
Sải cánh của ssp. lorezi dài 38–41 mm. Phân loài kongsvoldensis có sải cánh dài 33–37 mm. Con trưởng thành bay từ cuối tháng 6 đến tháng 8 làm một đợt.
Ấu trùng ăn nhiều loại cây thấp.

## Phụ loài
- Xestia lorezi lorezi (Staudinger 1891) (Bắc Âu, Alps)
- Xestia lorezi kongsvoldensis (Gronlien 1922) (Fennoscandia, miền bắc Russia)
- Xestia lorezi sajana (Sayan Mountains)
- Xestia lorezi katuna (Altai)
- Xestia lorezi monotona (Yakutia)
- Xestia lorezi ogilviana Lafontaine 1987 (North America)

## Hình ảnh

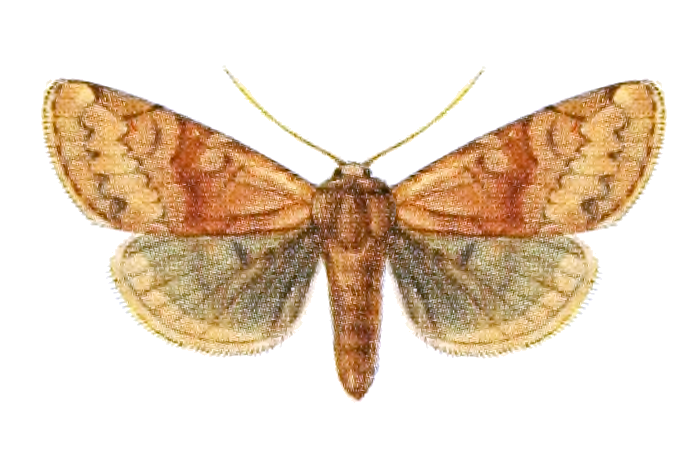